# Kunst im öffentlichen Raum in Iserlohn
Kunst im öffentlichen Raum in Iserlohn umfasst öffentlich zugängliche Plastiken, Skulpturen, Brunnen, Wandmalereien, Mosaike und Graffiti im Gebiet der sauerländischen Stadt Iserlohn. Die nachstehende Liste von Kunstwerken im öffentlichen Raum ist nicht vollständig. Sie wird kontinuierlich ergänzt.

## Liste
| Bild           | Titel/Bezeichnung                                                                                | Standort | Künstler                                                           | Errichtet                 | Anmerkungen |
| -------------- | ------------------------------------------------------------------------------------------------ | --- | ------------------------------------------------------------------ | ------------------------- | --- |
| weitere Bilder | Ballotsbrunnen                                                                                   | Brunnenweg Lage |                                                                    |                           | Der Brunnen oberhalb des Rupenteichs wurde 1760 nach Heinrich Gisbert Ballot benannt. |
| weitere Bilder | Zwei Zentauren                                                                                   | Rupenteich Lage Langguthstraße Lage                                                                                       | Georg Grasegger                                                    | 1900                      | Zwei Skulpturen aus Gießbeton auf hohen Sockeln, die ursprünglich zur Villa Fleitmann, Baarstraße 53, gehörten und in den 1970er Jahren im Iserlohner Stadtwald aufgestellt wurden. |
|                | Gebt sie frei!                                                                                   | Poth Lage | Robert Ittermann                                                   | 1953                      | Das Bronzerelief bezieht sich auf die Siegermächte des Zweiten Weltkrieges, die noch acht Jahre nach Kriegsende über 26.000 Kriegsgefangene nicht freiließen. |
|                | Junge ruhende Sappho                                                                             | Laarstraße 6 Lage | Gustav Seitz                                                       | 1964/65                   | 163 cm große Bronzeskulptur der griechischen Lyrikerin Sappho. |
|                | Großplastik                                                                                      | Westfalenstraße Lage | Ernst Hermanns                                                     | 1967                      | Die elf Meter hohe Plastik besteht aus drei Feinbetonelementen mit zwei Bronzetafeln. Sie wurde als Ehrenmal errichtet und steht seit dem 14. Mai 2010 unter Denkmalschutz. |
|                | Das Röhrchen                                                                                     | | Horst Wrobel                                                       | 1969                      | Die Stahlskulptur stand bis August 2022 am Schillerplatz (früherer Standort). Sie wurde im Rahmen des Karstadt-Abrisses entfernt und auf dem Gelände der ehemaligen Firma Kissing & Möllmann eingelagert. |
|                | Zahlen- und Buchstabenfabrik                                                                     | Schleddenhofer Weg 61 Lage                                                                                                | Heinrich Brummack                                                  | 1970                      | Skulptur aus farbig gefassten Betonelementen. |
| weitere Bilder | Drei Stelen                                                                                      | Hemberg (Schulzentrum) Lage                                                                                               | Waldemar Wien                                                      | 1977                      | Drei 5,30 m, 5,75 m und 6,20 m hohe Betongusselemente. |
| weitere Bilder | Iserlohner Glockenspiel                                                                          | Unnaer Straße Lage | Ernst Dossmann                                                     | 1982                      | Glockenturm mit aus Handwerkerzeichen bestehender Wappenkrone. Gespielt wird unter anderem das Westfalenlied. |
| weitere Bilder | Kopf und Hand                                                                                    | Baarstraße 5 Lage | Eberhard Linke                                                     | 1985                      | Zwei aufeinander bezogene, überdimensionale Bronzeskulpturen, die durch Schultern und Armverlängerung andeutende Erdmodellierungen verbunden sind. |
|                | Brunnen                                                                                          | Hagener Straße Lage | Hans Otto Fentrop                                                  | 1986                      | Zwei übereinander liegende Grauwackesteine auf Kleinbasaltpflaster. |
|                | Zeitungsleser                                                                                    | Nordengraben Lage | Gordon Brown                                                       | 1987                      | |
| weitere Bilder | Kettenglied mit Blume und Hund                                                                   | Berliner Platz Lage | Kontakt-Kunst (Moritz Bormann, Karl Huber, H. Meinhard und andere) | 1987                      | |
| weitere Bilder | Brunnen Lebensfreude                                                                             | Schillerplatz Lage | Bonifatius Stirnberg                                               | 1987                      | Der Brunnen wurde von der Sparkasse Iserlohn aus Anlass des 750. Stadtjubiläums gestiftet. |
|                | Der Steinbrecher                                                                                 | Hagener Straße 27 Lage | Waldemar Wien                                                      | 1988                      | Die lebensgroße Bronzeplastik steht auf einem Grauwackestein aus den Steinbrüchen in Lasbeck. |
|                | Mahnmal für die Opfer des Nationalsozialismus                                                    | Poth Lage | Siegfried Neuenhausen                                              | 1989                      | Knapp überlebensgroße Bronzefigur, von Cortenstahl-Winkeln umgeben. |
| weitere Bilder | Fritz-Kühn-Büste                                                                                 | Fritz-Kühn-Platz Lage | Sandor Navai                                                       | 1990                      | Bronzebüste des Lehrers und Autors Fritz Kühn vor dem Stadtmuseum Iserlohn |
|                | Brückenzoll                                                                                      | Bahnhofstraße Lage | Gordon Brown                                                       | 1991                      | Figurengruppe |
| weitere Bilder | Marktfrauen                                                                                      | Hagener Straße 40 Lage | Hubert Löneke                                                      | 1991                      | |
| weitere Bilder | Rock’n’Roll-Tänzer (Schwingendes Paar)                                                           | Werner-Jacobi-Platz Lage                                                                                                  | Karl-Henning Seemann                                               | 1991/92                   | |
|                | Brunnen                                                                                          | Poth Lage | Theodor Sprenger                                                   | 2002                      | Gestiftet von der Gesellschaft Harmonie anlässlich ihres 200-jährigen Bestehens. |
| weitere Bilder | Meine erste Geige                                                                                | Gartenstraße 29 (Villa Ebbinghaus-Möllmann) Lage                                                                          | Juhos László Szatmári                                              | 2003                      | Bronzeplastik auf einem Sockel aus Schwerter Ruhrsandstein. |
| weitere Bilder | Tanzendes Paar mit Hund                                                                          | Alter Markt Lage | Christel Lechner                                                   | 2003                      | Skulpturen aus der Serie Alltagsmenschen. |
|                | Elena                                                                                            | Poth 1 Lage | Pavel Shaposhnik                                                   | 2004                      | Die etwa 350 kg schwere Bronzeskulptur wurde von Mathildis Geppert (†) gestiftet. |
|                | The Overwhelming World of Desire (Phragmipedium Sedenii) (Die überwältigende Welt der Sehnsucht) | Seilersee Lage | Marc Quinn                                                         | 2005                      | Zwölf Meter hohe Stahlskulptur, die anlässlich der 50. Biennale von Venedig 2003 für die Ausstellung „Statements 7“ entstand. |
|                | Drei Grazien                                                                                     | Gartenstraße 29 (Villa Ebbinghaus-Möllmann) Lage                                                                          | unbekannt                                                          | 2009                      | Gusseiserne Statue aus der Gründerzeit, früher Teil eines Springbrunnens. |
| weitere Bilder | ohne Titel                                                                                       | Hohler Weg/Ecke Friedrichstraße Lage                                                                                      | Fritz Pietz                                                        | 2012                      | Drei überdimensionale Hände mit Mosaiken, die aus bemalten Holzfaserzementplatten gefertigt wurden. |
| weitere Bilder | Großer Kopf, schwebend, 2007                                                                     | Bahnhofsvorplatz Lage | Franz Bernhard                                                     | 2013                      | Die rund 100.000 Euro teure Cortenstahl-Plastik aus dem Jahr 2007 ist vier Meter hoch und vier Tonnen schwer. |
| weitere Bilder | Kettenskulptur                                                                                   | Brinkhofstraße/Kirchstraße (Kreisverkehr) Lage                                                                            | Rüdiger Meiß                                                       | 2013                      | Kunst im Kreisverkehr: Das Kunstwerk wiegt 270 Kilogramm und ist 3,10 Meter hoch. Es wurden 65 Meter Stahlketten verarbeitet, die für die Oestricher Epoche der Heim-Kettenschmieden stehen. Die Skulptur stellt einen Globus dar, der die internationalen Handelsbeziehungen und die Weltoffenheit der Oestricher symbolisieren soll. |
|                | Emissary Cat (Abgesandte Katze)                                                                  | Volksgarten (Letmathe) Lage                                                                                               | Laura Ford                                                         | 2015                      | Die drei Meter hohe Skulptur nimmt auf den Roman Der Meister und Margarita des russischen Schriftstellers Michail Afanassjewitsch Bulgakow Bezug. |
|                | Two Spheres (Zwei Sphären)                                                                       | Gartenstraße/Am Tyrol Lage                                                                                                | Ingo Ronkholz                                                      | 2016 (an diesem Standort) | Geöffnete Kugeln aus Eisenguss, ca. ein Meter Durchmesser, ca. 600 bis 800 kg schwer. Ende der 1990er Jahre von der Stadt Iserlohn angekauft. |
|                | Dame mit Katze                                                                                   | Friedrichstraße Lage | János Gyarmathy                                                    |                           | Skulptur, die ein Bildhauer aus Ungarn als Teilnehmer des Kultursymposion M angefertigt hat. |
|                | Sisyphos                                                                                         | Baarstraße/Zum Schmelztiegel (Historische Fabrikenanlage Maste-Barendorf) Lage                                            | Horst Dieter Gölzenleuchter                                        | 2000                      | Stahlskulptur |
|                | Ich versuchs I                                                                                   | Baarstraße/Zum Schmelztiegel (Historische Fabrikenanlage Maste-Barendorf) Lage                                            | Horst Dieter Gölzenleuchter                                        | 1999                      | Stahlskulptur |
|                | Freundschaftssäule                                                                               | Baarstraße/Zum Schmelztiegel (Historische Fabrikenanlage Maste-Barendorf) Lage                                            | unbekannt                                                          | 1989                      | Holzskulptur, Geschenk der Iserlohner Partnerstadt Nyíregyháza |
|                | Der Läufer                                                                                       | Baarstraße/Zum Schmelztiegel (Historische Fabrikenanlage Maste-Barendorf) Lage                                            | Stefanie Welk                                                      | 2012                      | Skulptur aus geschweißtem Edelstahldraht |
|                | Kugelobjekt                                                                                      | Baarstraße/Zum Schmelztiegel (Historische Fabrikenanlage Maste-Barendorf) Lage                                            | Konrad Horsch                                                      | 2013                      | Ca. 600 kg schwere Skulptur aus dem Stamm einer rund 180 Jahre alten Rotbuche |
|                | FLOWING & FLOATING                                                                               | Baarstraße/Zum Schmelztiegel (Historische Fabrikenanlage Maste-Barendorf) Lage                                            | Bernhard Sobbe                                                     | 2013                      | 80 cm × 65 cm große Skulptur aus Muschelkalk mit Stahlelementen |
|                | Skyscraper                                                                                       | Baarstraße/Zum Schmelztiegel (Historische Fabrikenanlage Maste-Barendorf) Lage                                            | Karl-Ludger Pempeit                                                | 2013                      | 1,60 m hohe Skulptur aus finnischem Aurora-Granit |
|                | Nadelobjekt                                                                                      | Baarstraße/Zum Schmelztiegel (Historische Fabrikenanlage Maste-Barendorf) Lage                                            | Konrad Horsch                                                      | 2009                      | Eichenskulptur |
|                | Runde Sache                                                                                      | Baarstraße/Zum Schmelztiegel (Historische Fabrikenanlage Maste-Barendorf) Lage                                            | Angelika Summa                                                     | 2018                      | Skulptur mit 1,80 m Durchmesser aus 16 mm starkem Baustahl in der Form eines Wollknäuels |
| weitere Bilder | ohne Titel                                                                                       | Baarstraße/Zum Schmelztiegel (Historische Fabrikenanlage Maste-Barendorf) Lage                                            | Hans-Otto Fentrop                                                  | 2023                      | Plastische Installation aus drei in einer Weide aufgehängten, tropfenähnlichen Bronzeskulpturen. |
|                | Schwebender Spiegel                                                                              | Baarstraße/Zum Schmelztiegel (Historische Fabrikenanlage Maste-Barendorf) Lage                                            | Hans-Otto Fentrop                                                  |                           | Die Kunstinstallation befindet sich bei den „Gartonauten“ im „MitMachGarten“. Sie war ursprünglich über dem Obergraben angebracht und musste in den 2010er-Jahren wegen Vandalismus dort entfernt werden. |
|                | Overweg-Büste                                                                                    | Hagener Straße 62 Lage | Josef Spiess                                                       |                           | Bronzebüste des ersten Landeshauptmanns der Provinz Westfalen August Overweg auf quadratischem Basaltlava-Sockel vor Haus Letmathe |
|                | Brabeck-Büste                                                                                    | Hagener Straße 62 Lage | Josef Spiess                                                       |                           | Bronzebüste des Fürstbischofs von Hildesheim Jobst Edmund Freiherr von Brabeck auf quadratischem Basaltlava-Sockel vor Haus Letmathe |
| weitere Bilder | Graffiti in der Untergrüne                                                                       | Untergrüner Straße Lage                                                                                                   | Stefan Dressler                                                    | 2014/2015                 | Graffiti bestand bis 2024 auf einer zirka 100 Meter langen Betonmauer |
|                | Friedensstele                                                                                    | Hagener Straße/Ecke Schwerter Straße Lage                                                                                 | Frank Haase                                                        | 2015                      | Zwei 2,20 m hohe Cortenstahlplatten, die anlässlich des Festes „70 Jahre Frieden in Letmathe“ im Park von Haus Letmathe aufgestellt wurden. |
|                | Graffiti Erlöserkirche                                                                           | Im Wiesengrund 90 Lage | Stefan Dressler                                                    |                           | Graffiti an der Stützwand zum Eingang der Erlöserkirche in Wermingsen |
| weitere Bilder | Stadtsäule                                                                                       | Fingerhutsmühle Lage | Frank Haase                                                        | 2019                      | Metallskulptur mit stilisiertem Globus und aus beleuchteten Bildern von Haus Letmathe, dem Kiliansdom, der evangelischen Friedenskirche, dem alten Rathaus und Pater und Nonne bestehendem Wegweiser. |
|                | Stecknadeln und Fingerhüte                                                                       | Fingerhutsmühle Lage |                                                                    | 2021                      | Sieben Strecken mit überdimensionalen Stecknadeln aus Edelstahl mit bunten Köpfen, die von großformatigen Fingerhüten aus Edelstahl unterbrochen werden. |
| weitere Bilder | Altstadt-Kreisverkehre                                                                           | An der Schlacht/Kurt-Schumacher-Ring (Kreisverkehr) Lage An der Schlacht/Obere Mühle (Kreisverkehr) Lage                  | Stefan Klein und Olaf Neumann                                      | 2019                      | Kunst im Kreisverkehr: Je ein 4 × 4,5 Meter großer, dreidimensionaler Buchstabe „M“ aus Stahlplatten. Die Buchstaben sollen das frühere Stadttor Mühlentor symbolisieren bzw. auf die in der Nähe liegenden Museen hinweisen. |
|                | Trinkbrunnen                                                                                     | Radweg zwischen Stadtbahnhof und Hansbergstraße beim Wasserwerk Krug von Nidda Lage                                       | Hans-Otto Fentrop                                                  | 2007                      | Brunnen aus Stahlelementen und Ruhrsandstein |
|                | Sgraffito Johanneskirche                                                                         | Berliner Platz 10 Lage | Edith Prutz-Gueth                                                  | 1960                      | Sgraffito mit symbolischen Hinweisen auf Johannes den Täufer und Johannes den Evangelisten am Westgiebel der Johanneskirche. |
| weitere Bilder | Christus ist unser Friede                                                                        | Friedensstraße 11 Lage | Gordon Brown                                                       | 1992                      | Dreiteiliges Holzrelief an der Nordfassade der evangelischen Friedenskirche |
|                | Wappenmosaik                                                                                     | Alexanderstraße 1 Lage |                                                                    |                           | Das Mosaik stellt das Iserlohner Stadtwappen aus dem 14. Jahrhundert dar und war ursprünglich an der Treppe von der Treppenstraße zum Bahnhofsvorplatz angebracht. Nach umfangreicher Sanierung wurde es vor dem Seniorenzentrum Altstadt Iserlohn aufgestellt.                                                                        |
|                | ohne Titel                                                                                       | Hennen | Herbert Lorenz                                                     | 1967                      | Für den Stadtteil Hennen geschaffene Plastik. |
|                | Berliner Bär                                                                                     | Volksgarten (Letmathe) Lage                                                                                               |                                                                    | 2005                      | Originalgetreuer Stahl-Nachguss einer durch Vandalismus beschädigten Steinskulptur aus den 1960er Jahren. Der Sockel trägt die Inschrift „Berlin 483 km“. |
| weitere Bilder | Graffiti am IBSV-Schießstand                                                                     | Strobler Platz 1 Lage | Stefan Dressler                                                    | 2021                      | Graffiti am Schießstand des Iserlohner Bürger-Schützen-Vereins auf der Alexanderhöhe. |
| weitere Bilder | Frau mit Rosenkranz                                                                              | Hauptfriedhof Lage | Karl Cauer                                                         | 1865                      | Die 150 cm hohe Marmorskulptur neben der Friedhofskapelle steht unter Denkmalschutz. |
| weitere Bilder | „Iserlohner Skulpturenweg“                                                                       | Weg vom Stadtzentrum: Poth 6 (Lage) bis zum Iserlohner Standort der Fachhochschule Südwestfalen: Frauenstuhlweg 31 (Lage) | Wilhelm Hannibal                                                   | 2024                      | Elf lebensgroße, ca. 400 kg schwere Skulpturen aus Cortenstahl. Die einzelnen Skulpturen sollen den Weg vom Zentrum Iserlohn zur Fachhochschule Südwestfalen weisen. |
|                | Fassadengraffiti                                                                                 | Alexanderstraße 1 Lage | Antonio DiLorenzo                                                  | 2025                      | Graffiti an der Fassade des Seniorenzentrums Waldstadt Iserlohn. Zum Teil wurden fluoreszierende Farben verwendet, die bei Dunkelheit leuchten. |
|                | Hendrix-Mural                                                                                    | Hövelstraße 4 Lage | Stefan Dressler                                                    | 2025                      | Die Wandmalerei zeigt den US-amerikanischen Rockgitarristen Jimi Hendrix. |